# الحافلات في مالطا
دخلت الحافلات إلى مالطا في عام 1905، إضافةً إلى توفير وسائل النقل العام في جميع أنحاء البلاد. حتى عام 2011، كانت حافلة مالطا التقليدية (المالطية: xarabank أو karozza tal-linja) بوصفها موقع جذب سياحي شهير بسبب مظاهرها الفريدة المتمركزة في ملكية الحافلات ونموذج التشغيل المستخدم في الدولة، بنهاية هذه العملية التقليدية، امتلكت مالطا عدة أنواع من الحافلات التي لم تعد تعمل في أي مكان آخر في العالم.

## حافلة مالطا الكلاسيكية
تنبع الطبيعة الفريدة لحافلة مالطا من تقليد الملكية المحلية للحافلات من قبل السائقين، وممارستهم التاريخية المتمثلة في تخصيصها. إضافةً إلى درجة عالية من التخصيص والتفاصيل والديكور، كان للعديد من حافلات مالطا أيضًا مظهر فريد بسبب ممارسة الصيانة الداخلية أو إعادة بناء أو تعديل هياكل الحافلات في ورش العمل المحلية.
بوصفها ميزة فريدة للبلد، تتميز حافلة مالطا الكلاسيكية بالعديد من العناصر ذات الصلة بالسياحة. بوصفها وسيلة رئيسية للنقل العام في جميع أنحاء البلاد، استخدم السياح حافلة مالطا لزيارة أجزاء مختلفة من البلاد. بينما قُدمت حافلات مالطا الأحدث تدريجيًا، التي اتبعت تصاميم الحافلات القياسية الحديثة الموجودة في أماكن أخرى، وقد استمر التخصيص والتفصيل لهذه الحافلات أيضًا.
في 3 يوليو 2011، استحوذت أريفا على شبكة خطوط حافلات الخدمة عبر مالطا، مع تقليص الحافلات التقليدية للعمل على خدمات تراثية خاصة فقط.
قدمت أريفا أسطولًا من الحافلات الحديثة ذات الأرضية المنخفضة، واستوردت مرسيدس-بنز سيتاروس المفصلية المستعملة سابقًا في لندن، واحتفظت ببعض الحافلات «الأحدث» من الأسطول القديم بألوان Arriva، وكذلك شراء أسطول من العلامة التجارية King الجديدة. حافلات طويلة جامدة. عانت عملية أريفا في مالطا من مشكلات، حدثت ثلاث حرائق في غضون 48 ساعة في أغسطس 2013، ما دفع الحكومة المالطية إلى حظر Citaros المفصلية من العمل في البلاد.
استمرت عملية Arriva في مالطا حتى 1 يناير 2014، عندما أمِّمت شبكة الحافلات في البلاد باسم مالطا للنقل العام. في 8 يناير 2015، أَعادوا تنشيط وسائل النقل العام في مالطا، إذ بِيعت لشركة Autobuses Urbanos de León (شركة تابعة لـ ALSA)، التي احتفظت بالاسم التجاري مالطا للنقل العام. ضاعفت الشركة أسطول الحافلات الذي يتكون الآن من أكثر من 400 حافلة.
استثمرت وسائل النقل العام في مالطا بنحو مكثف في تحديث أسطولها من الحافلات لجعلها أكثر أمانًا وصديقة للبيئة وأكثر راحة. استثمرت الشركة في 200 حافلة جديدة بأحدث تقنيات الديزل Euro 6. تُنظف الحافلات وتصون بانتظام، ومجهزة بأنظمة تكييف الهواء لمزيد من الراحة. جميع الحافلات الجديدة تمتلك بابان لتسهيل صعود ونزول الركاب.

## تاريخ
استوردت الحافلات الأولى إلى مالطا في عام 1905 من Thornycroft في إنجلترا بوساطة إدوارد أجيوس من Ed T Agius Ltd (شحن الفحم). وشكل موتور الجامع مالطا والنقل نقابة المحدودة مع شقيقه في القانون جوزيف مسقط لتشغيل خدمة الحافلة الأولى بين فاليتا و سانت جوليانس. في وقت مبكر من عام 1920، تصنيع الحافلات تجري في الجزيرة، مع النجارين والميكانيكيين المحليين بناء حافلة الجسم هيكل العربة للشركات النقل المحلية.
في عشرينيات القرن الماضي، كان تشغيل الحافلات على طرق النقل العام خاضعًا للمنافسة مفتوحة بين المشغلين، وعلى هذا النحو، لم تكن الحافلات المستخدمة جيدة بالضرورة. مع تشكيل مجلس مراقبة حركة المرور في عام 1931، أدى التنظيم الأكبر والانضباط في النظام إلى بدء المشغلين في ترقية مظهر حافلاتهم. منذ ذلك الحين، حافظوا على تقليد إظهار الفخر في المركبات، من طريق تزيين الحافلات وتخصيصها.
منذ الإصلاح في السبعينيات،  أدير تشغيل الحافلات في إطار تعاونية عمالية، أو جمعية النقل العام، أو Assoċjazzjoni Trasport Pubbliku ATP.
في عام 1977، أصبحت هذه الجمعية مسؤولة عن الإدارة التشغيلية المركزية اليومية لخدمات الحافلات، وإنتاج جدول زمني موحد ولوحة أساسية، بما أن هذا لم يغير ترتيبات ملكية الحافلات. وقد وحدوا نظام النقل العام تحت إشراف هيئة النقل في مالطا (ADT).
في ديسمبر 2003، في ضوء إلغاء أكثر من 100 حافلة، أنشأت وزارتي السياحة والنقل خدمة حافلات سياحية مدعومة من الحكومة تستخدم حافلات مالطا التقليدية، مثل حافلة فيز مالتا، مع أن سحبها بدأ في أبريل 2005.
1. في حين أن الحافلات لا تزال شائعة عمومًا بين السياح والمالطيين الذين يحنون إلى الماضي، كان النظام الأصلي سيئ السمعة ولا يحظى بشعبية مع بعض أجزاء من السكان المحليين الذين عدوا الخدمة غير فعالة وملوثة، يقودها سائقون كانوا أحيانًا غير مهذبين أبدًا مع الركاب. أدى ذلك إلى زيادة كبيرة في ملكية السيارات الخاصة بين السكان، واليوم أُجريت رحلة واحدة فقط من كل عشر رحلات عبر وسائل النقل العام.[3] حدثت إحدى الحالات القصوى التي يجب ملاحظتها في 29 يونيو 2010، عندما حاول سائق سحب سائحة إسبانية بالقوة من مقعدها والنزول عن الحافلة بعد خلاف تجاوز سبعة سنتات.[4]